# Tomasz Sikora (fotograf)
Tomasz Stanisław Sikora (ur. 9 września 1948 w Warszawie) – polski fotograf, twórca teatralnych i filmowych plakatów, ilustracji książkowych, realizator prac dla europejskich i amerykańskich agencji reklamowych.

## Życiorys
Syn Stanisława, rzeźbiarza i medaliera, oraz Ireny Koreckiej-Sikory, malarki. W wieku 20 lat wyjechał do Paryża jako stypendysta Kodaka. Na początku lat 70. powrócił do Polski, przez dziesięć lat pracował jako stały fotoreporter warszawskiego tygodnika ilustrowanego „Perspektywy”. Był też m.in. autorem dwóch serii: Album oraz Alicja w Krainie Czarów. W 1982 wyjechał do Australii, gdzie prowadził warsztaty fotograficzne w Victoria College w Melbourne, założył również własne studio fotografii reklamowej, wydawał książki i kalendarze. Był wyróżniany w konkursach na najlepszego fotografa reklamowego w Australii.
W 2001 wraz z Andrzejem Świetlikiem stworzył Galerię Bezdomną, w ramach której zajął się promowaniem fotografii niezależnej. Jest współautorem (wraz z G. Fyshem Rutherfordem) Świńskich opowiastek – opracowanej w formie albumu bajki, opowiadającej historię dwóch świnek chcących odwiedzić smoka. Bajka została opublikowana w 1997 w Australii, w 2007 ukazało się polskie wydanie.
Został członkiem honorowego komitetu poparcia Bronisława Komorowskiego przed wyborami prezydenckimi w 2010 oraz w 2015.
Jego syn Mateusz również zajął się rzeźbiarstwem.

## Odznaczenia i wyróżnienia
- Krzyż Kawalerski Orderu Odrodzenia Polski (2013)[7]
- Złoty Wawrzyn Olimpijski za zbiór fotogramów (1980)[8]
- Odznaka ZAiKS-u (2009)[9]
- Nagroda 100-lecia ZAiKS-u (2020)[9]